# 蒼藍雷霆 GUNVOLT
《蒼藍雷霆 GUNVOLT》是一款由Inti Creates開發與發行的2D橫向捲軸遊戲，2014年8月20日在任天堂3DS上發售，之後陸續移植到Windows與任天堂Switch平台。製作組Inti Creates曾開發過《洛克人Zero系列》，因此本作也繼承了部分要素，並加入全新的戰鬥系統。
故事發生在一個充滿超能力者的未來世界，皇神集團以高壓手段統治這些超能力者，主角鋼伏特是反皇神組織(飛羽)的成員，運用其電擊能力，對抗皇神集團的統治與陰謀。
續作《蒼藍雷霆 GUNVOLT 2》於2016年8月25日發售。同時，包含系列兩代作品的《蒼藍雷霆 GUNVOLT 強襲合輯》也一併發售。Switch版《強襲合輯》於2017年8月31日發售，繁體中文版在2018年12月6日於台港地區發售。PlayStation 4版《強襲合輯》於2020年4月23日推出。

## 遊玩方式
《蒼藍雷霆 鋼伏特》是一款2D橫向捲軸動作遊戲。遊戲繼承了《洛克人Zero系列》的部分風格以及爽快流暢的動作性，在戰鬥與角色培養方面也增加了不少全新系統。此外遊戲也支援全劇情配音，在遊戲流程與BOSS戰的途中，敵我雙方的角色會出現劇情對話，讓玩家逐步了解遊戲的世界觀與人物性格。

### 戰鬥系統
遊戲中的超能力統稱為「第七波動」，主角鋼伏特（Gunvolt）擁有的便是雷電屬性的第七波動「蒼藍雷霆」，使用的武器是一把手槍，攻擊力極低但可以「鎖定」射擊過的敵人。主角的電流能力是遊戲戰鬥的基礎，施放「雷撃鱗」會在主角四周放出一個環狀的雷電力場，當力場碰觸到敵人時可造成少量的持續性傷害。更進一步的技巧，先使用手槍射擊並鎖定敵人，就能施放更強力的電流來攻擊敵人。雷撃鱗可用來快速清除複數敵人，此外也具有浮空滑翔、防禦敵方飛彈射擊等效果。
此外，當玩家受到敵人攻擊時將會發動「電磁結界」能力，自動閃避對方的攻擊。但只要在使用「雷麟擊」的狀態下就無法發動電磁結界，適時切換攻擊與閃避狀態便是戰鬥策略的一大重點。使用雷擊麟或電磁結界之類的技能均會消耗「EP」值，EP值相當於主角的電力能源，可以自動或手動回復。
必殺技系統是主角的進階技能，有些是大範圍的攻擊招式、有些是強化自身的輔助招式。施展必殺技需要消耗「SP」值，SP耗盡就要等待自動回復。當主角升級時有機會領悟新的必殺技。

### 榮譽系統
榮譽系統（KUDOS）是遊戲的連段機制，當玩家連續攻擊敵人時就會累積KUDOS分數，玩家一旦受傷KUDOS就會歸零。KUDOS分數不僅會影響每次關卡完成時獲得的評價，也有其他作用，比方說KUDOS值越高則特定必殺技的傷害也越高。。

### 閃蝶之歌
遊戲中的電子謠精「慕爾芙」（モルフォ）擁有特殊的歌唱能力，當玩家的生命值歸零時有一定機率發動「謠精之歌」（Song of Diva），不僅能讓玩家復活且生命值回滿，甚至還附加其他強化效果，諸如無限EP值、無限空中衝刺、無限空中跳躍等等。

## 人物介紹

### 主要角色
鋼伏特（Gunvolt，聲：石川界人）
本作的男主角，14歲的少年，代號為「GV」，本名不詳，第七波動為操縱雷電的「蒼藍雷霆」，使用武器為電磁加速槍「飛針引導者」，可發射特製避雷針在對手身上並鎖定敵人。性格有著跟大人一樣的成熟，做事不喜歡扭扭捏捏，心理素質非常強大，充能所做的動作據說是為了集中精神而做的自我暗示。
原本是私人武裝組織「飛羽」黑羊小隊的一員，但在任務中為了保護和照顧席安而決定退出組織並成為一位自由雇傭兵，雖然退出了飛羽，但還是會接收來自飛羽派來的委託。
席安（Shian，聲：櫻川惠）
本作的女主角，13歲的少女，第七波動為利用歌唱使他人的第七波動達到更高境界的「電子謠精」當擁有第七波動的能力者聽到電子謠精的歌聲，會在能力者所在位置檢測到一種特殊的干擾波，所以也被皇神集團利用來探測各地擁有第七波動能力者的所在位置。
原本被囚禁在皇神集團的運輸列車裡作為實驗體，在被鋼伏特救出之後居住在鋼伏特的家一起生活，性格與一般的青少女相同，對很多事情都會感到好奇，喜歡羊羹或者金鍔之類的日式點心，對於鋼伏特給她自由這件事非常感恩。
慕爾芙（Morpho，聲：櫻川惠）
為皇神集團所開發的國民虛擬偶像，實際上是席安的第七波動「電子謠精」思想具現化的幻象，與席安的性格相差極大，堅強的意志且個性自由奔放，可能也反映出了席安深層的內心。
神園亞裘拉（Acura Kamizono，聲：增尾興佑）
繼承了亡父的遺志，為了根除世間的第七波動能力者而使用科學的武器戰鬥的少年。雖然是無能力者，但運用能夠再現第七波動能力的武裝與自身的戰鬥天賦而擁有比第七波動能力者更加強大的戰鬥力。
本身並不屬於任何勢力，但對於所有的能力者都抱持強烈的敵意。其父親曾經是皇神集團的科學家，在針對能力者進行研究之後得出了能力者即是人類的天敵這一答案。但緊接著父親便死於實驗事故，認為父親是被皇神迫害而死的亞裘拉最終決定繼承父親的研究與遺志。憑藉科學知識技術使用打倒的能力者的能力因子再現其能力來進行戰鬥。

### 飛羽組織(feather/フェザー)
阿西莫夫（Asimov，聲：雪田將司）
為飛羽組織的創始人，也是黑羊小隊裡面的領隊，將原本被囚禁於皇神內部的鋼伏特救出並給與他自由且納入飛羽組織的一員，擅長利用狙擊步槍來進行遠程攻擊，性格既認真又頑固，對鋼伏特來說他像是親父一樣的存在。
吉諾（Jino，聲：石谷春貴）
為飛羽組織的男通訊員，代號為「黑羊二號」。喜歡漫畫、電影、動畫、遊戲等文化，雖然講話有種輕浮的態度，但在飛羽組織裡面是有著一流的戰鬥技巧。
莫妮卡（Monica，聲：尾高もえみ）
為飛羽組織的女通訊員，代號為「黑羊三號」，是飛羽裡面稀少沒有第七波動能力的普通人，性格誠實，對於阿西莫夫有著些許的情感，雖然沒有特別表現出來，據鋼伏特所說像是好姊姊一樣的存在。

### 皇神集團(Sumeragi/スメラギ)
月讀紫電（Tsukuyomi Shiden，聲：村瀨步）
本作的最終boss，也是歌姬計畫的領導者，手上有著天叢雲、八咫烏、黑豹3把寶劍，第七波動為思想轉化為能量，扭曲所有形式的空間和物質「念動力」。有著強烈的正義感，在皇神組織負責指揮士兵與超能力者作戰。
戴托納（Viper，聲：川上晃二）
在皇神的化學工廠地帶進行警備工作的「爆炎」第七波動能力者。曾以不良集團的領袖而聞名於世，曾被紫電邀請加入皇神但本人拒絕並向其挑戰，在慘敗給紫電之後，對方告訴他隨時可以改變心意加入皇神。在被閃蝶的歌聲吸引之後他自願成為皇神的戰鬥部隊的一員。
將龐大的灼熱能源壓縮為球形，命中後將會與目標物一起爆炸燃燒的憤怒炸彈，以及擅長以纏繞著火焰的足技為中心的戰鬥風格。使用的寶劍是火之迦具土。
愛莉潔（Elise，聲：石室屋綾乃）
被皇神所囚禁的「生命輪迴」第七波動能力者，擁有操作靈魂並編織出無限生命的能力。在被皇神抓獲之後，皇神雖然試圖調查她起死回生的能力，但因為她的性格過度軟弱而完全無法合作，最後皇神的科學家試圖在她身上移植聽從皇神命令的其他人格，而意志薄弱的主人格則對新的人格所講的話言聽計從。
將經過炭素加工後改造為苦無造型的毒蛇作為武器使用，擅長將投出的毒蛇變為殭屍後復活來襲擊敵人的奇襲攻擊。使用的寶劍是御魂布都。
史特拉託斯（Stratos，聲：三輪隆博）
被皇神所囚禁的「羽蟲」第七波動能力者。將自己的肉體變換為羽蟲形狀的能量體、分解各種物質、並能夠將之吸取。
因為受到過多實驗的影響而無法控制寶劍導致第七波動呈現暴走狀態、一般時藉由被稱為「Vivid」的實驗用植物中萃取出「S．E．E．D」這種特殊的藥品來控制。被皇神所囚禁前是個人見人愛的好青年的樣子，但他已沒有過去的模樣了，使用的寶劍是蜥蜴丸。
梅拉克（Merak，聲：粕谷雄太）
皇神的戰鬥部隊指揮者，是能夠製造蟲洞的「亞空孔」第七波動能力者。
頭腦非常靈活，身為參謀也受到紫電的信賴。但本人非常討厭麻煩的事情，經常都沒有什麼幹勁。攻擊也都交給伊斯型武裝。在早年他經常因為是能力者的關係而受到其他孩子的厭惡，因為本人智商很高而且擁有製造蟲洞的第七波動的關係，所以時長逃學。在和紫電相識之後加入了皇神，而艾莉潔也是被他發現並捕獲到皇神，使用的寶劍是不動國行。
伊歐塔（Jota，聲：中村卓）
守護大電波塔天照的「殘光」第七波動能力者。
因為出生在一個以培養許多偉大士兵而聞名的家庭。伊歐塔在成年之後很快加入了一個軍事組織，然而在一次鎮壓能力者的任務中看到己方的一般士兵面對敵方能力者時的無力，而之後皇神派出的年輕能力者（紫電）輕而易舉便將對方鎮壓，伊歐塔在與紫電交談後向軍隊聲稱自己失明而得以離開軍隊並於之後加入皇神，加入皇神之後伊歐塔則致力於幫助紫電鞏固在皇神的地位，並深信這樣才可以獲得真正的國家安寧。變身後會以光速來進行飛行，背部所裝備的光子武裝會發射出雷射光線。光子裝置可透過合體化身為巨大次元刀「終焉之光刃」其光刀連空間都能斬斷。使用的寶劍是小龍景光。
卡列拉（Carrera，聲：大西真央）
隸屬皇神的能力者狩獵部隊的能力者。
卡列拉來自一個戰鬥家庭，在那裏他結合武術與他的第七波動創造了一種自學武術，稱為「磁界拳」。因為「進入能力者狩獵部隊的話就可以跟很強的能力者戰鬥」而加入皇神，有著武者氣質的男性，會奇妙地使用武士詞彙，並對「力」以及「與強者的戰鬥」等異常執著。卡列拉用第七波動所製作出的特殊磁場會吸引他人的第七波動，可造成一定時間無法使用的狀態，皇神對於他的力量能夠壓制其他能力者這點給予很高的評價。使用的寶劍是巖融。
潘緹拉（Zonda，聲：野上翔）
隸屬於皇神的 能力者狩獵」 部隊，「夢幻鏡」的第七波動能力者。
年齡、性別、個人資料都很神秘，就連皇神內也很少人知道他的真實身份。據説夢幻鏡這個能力是幻惑系的能力，不過其詳細不明。他是皇神之中有著最強階級的能力者。使用的寶劍是小鳥丸，有著可跟鋼伏特與紫電匹敵的第七波動。

## 專有名詞

### 第七波動(セブンス)
即本作對超能力的稱呼，擁有此能力的人類體內皆有能力因子。自從第一名擁有「蒼藍雷霆」能力者於南美被發現後，出生率便逐年增加。目前此領域的研究成果多被皇神集團隱藏。

### 寶劍
皇神集團為控制旗下管理的能力者而使用的裝置，可將能力因子轉移並保存其中，以壓制能力的展現。部分能力者經過管理機構的准許後可以暫時解放寶劍，變身為武裝型態。

### 皇神集團(スメラギ グループ)
本作反派組織。以電力公司為核心的巨大企業集團，其業務除了能源以外，甚至包含通訊、影視、軍事、至宇宙航空技術，儼然成為所屬國家真正的統治者。很早便注意到第七波動所造成的社會矛盾，因此主張對能力者加以管制、研究，也因此擁有全世界最先進的能力控制技術。

### 飛羽(フェザー)
與皇神敵對的私人武裝團體。由海外主張維護能力者自由的人權倡議團體召集組成，多次發動游擊戰解救被皇神囚禁的能力者。

## 開發
《蒼藍雷霆》是開發商Inti Creates第一款獨立製作與發行的原創作品，該公司以往曾製作過《洛克人Zero系列》、《洛克人ZX系列》、《洛克人9》、《洛克人10》等作品，對於《蒼藍雷霆》的風格具有一定影響。順帶一提，雖然稻船敬二擔任本作的執行製作人，但他並不屬於Inti Creates公司，也未深入參與遊戲製作流程。
2014年3月7日，在日本京都舉辦的一場獨立遊戲展「BitSummit」上，由稻船敬二首度公布本作的開發消息，同時在展覽上提供試玩。2014年8月20日，《蒼藍雷霆》任天堂3DS版在日本地區發售，僅透過任天堂eShop販售數位版，沒有發行實體版本。此外作為早期購買的特典，只要在同年11月前購買《蒼藍雷霆》即可免費獲得另一款衍生小遊戲《麥提鋼伏特》（Mighty Gunvolt）。2015年1月，官方釋出遊戲試玩版，讓玩家在e-Shop免費下載。
2015年8月28日，透過Steam平台推出Windows版。2017年8月25日，隨著續作《蒼藍雷霆 鋼伏特 爪》的發售，收錄了兩款系列作的《蒼藍雷霆 鋼伏特 強襲合輯》3DS實體版也一併推出。2017年8月31日，Switch版《蒼藍雷霆 鋼伏特 強襲合輯》發售，Switch版強化了畫面解析度、幀數提升到60fps、追加新的樂曲並且包含所有DLC。Switch平台僅販售此合輯，沒有單獨發售《蒼藍雷霆》。2018年11月1日，官方宣布Switch版《強襲合輯》將在同年12月6日推出繁體中文版。

## 反響
《蒼藍雷霆》獲得了普遍好評，在Metacritic上獲得了77/100的媒體平均分數，在GameRankings上獲得了81/100的平均分數。媒體主要針對美術設計與遊戲系統部分予以讚賞，少數評論者則提到，本作在風格上接近《洛克人Zero系列》但還未完全達到相同的深度。

### 銷量
遊戲發售一個月後，日版與美版銷量累計超過6萬。2015年3月，銷量累計超過10萬。2016年3月，銷量累計超過15萬。直到2017年5月為止，銷量已超過18萬。

## 衍生作品
- 《麥提鋼伏特》（Mighty Gunvolt）：2014年8月20日／任天堂3DS、Windows、PlayStation 4、PlayStation Vita

- 《麥提鋼伏特 BURST（日语：マイティガンヴォルト_バースト）》（Mighty Gunvolt Burst）：2017年6月15日／任天堂Switch、任天堂3DS、PlayStation 4[3]、Windows

- 《銀白鋼鐵 X THE OUT OF GUNVOLT》（白き鋼鉄のX THE OUT OF GUNVOLT）：2019年9月26日／任天堂Switch、PlayStation 4、Windows

## OVA
2016年7月3日，在美國洛杉磯舉辦的Anime Expo動畫展上Inti Creates宣布將推出一部OVA動畫，該動畫與遊戲同名。2017年2月9日，動畫在任天堂eShop上發售數位版。2017年8月31日，該動畫DVD成為Switch《蒼藍雷霆 鋼伏特 強襲合輯》限定版的特典之一。2017年9月28日，動畫BD發售，並附贈2張音樂CD。

### 製作人員
- 原作：津田祥（Inti Creates）
- 腳本原案：田井利明（Inti Creates）
- 角色原案：荒木宗弘（Inti Creates）、畠山義崇
- 監督：小高義規
- 腳本：村越繁
- 角色設計、作畫監督：砂川正和
- 道具、角色設計、關鍵原畫師：中原竜太
- 動作場面作畫監督：川瀬まさお
- 作畫總監：菊池陽介、中島渚
- 色彩設計、色指定檢查：寺分神奈
- 攝影監督：蔡伯崙
- 美術監督：倉田憲一
- 編輯：相原聡
- 音響監督：山田一法（日语：山田一法）（Inti Creates）
- 音樂製作：川上領（Inti Creates）、Yamajet
- 製作協力：全力エージェンシー
- 動畫製作：LandQ studio、北新社
- 製作委員會：Inti Creates

### 主題曲
- 主題曲

- 「真実≒現実（リアリティ）」

作詞：ハコファクトリィ / 作曲：山田一法 / 編曲：Yamajet / 主唱：モルフォ（櫻川惠）
- 插入曲

- 「最期の冀望」

作詞：ハコファクトリィ / 作曲：山田一法 / 編曲：Yamajet / 主唱：モルフォ（櫻川惠）
- 「追躡の果て」

作詞：ハコファクトリィ / 作曲：山田一法 / 編曲：Yamajet / 主唱：モルフォ（櫻川惠）
- 「蒼空」

作詞：ハコファクトリィ / 作曲：川上領 / 編曲：Yamajet / 主唱：モルフォ（櫻川惠）

## 外部連結
- 官方网站（日語）
- 電子遊戲《蒼藍雷霆GUNVOLT 強襲合輯》官方網站：任天堂Switch、PlayStation 4